# Blastobotrys americana
Blastobotrys americana är en svampart som beskrevs av Kurtzman 2007. Blastobotrys americana ingår i släktet Blastobotrys och familjen Trichomonascaceae.   Inga underarter finns listade i Catalogue of Life.